# Obleganje Mariupola
Obleganje Mariupola je bilo obleganje v Ukrajini med rusko invazijo na Ukrajino leta 2022, ko so ruske in separatistične sile Donecke ljudske republike obkolile ukrajinske sile v mestu Mariupol. Obleganje, ki je bilo del vzhodne in južne ukrajinske ofenzive se je začelo 24. februarja 2022 in končalo 20. maja 2022, ko je Rusija sporočila, da so se preostale ukrajinske sile v Mariupolu vdale, potem ko so prejele ukaze, naj prenehajo z bojem.
Mariupol se nahaja v ukrajinski Donecki oblasti, ki je pod nadzorom separatistične Donecke ljudske republike, ki jo podpira Rusija. Ruske sile so mesto popolnoma obkolile 2. marca, nato pa so nad njim postopoma prevzele nadzor. Do 22. aprila so se preostale ukrajinske sile umaknile v železarno in jeklarno Azovstal, obsežen in zelo dobro branjen industrijski kompleks.
Rdeči križ je razmere opisal kot »apokaliptične«, ukrajinske oblasti pa so Rusijo obtožile, da je v mestu povzročila velikansko humanitarno krizo, pri čemer so poročale, da je bilo v mestu ubitih okoli 22.000 civilistov. Ukrajinski uradniki so poleg tega sporočili, da je bilo med spopadi uničenih vsaj 95 % mesta, večinoma zaradi ruskega bombardiranja. Združeni narodi so sporočili, da so potrdili smrt 1348 civilistov, vendar so navedli, da je resnično število žrtev verjetno na tisoče višje, in dodali, da je 90 % stanovanjskih stavb v mestu poškodovanih ali uničenih.
Obleganje se je končalo 16. maja 2022, po tem kar mediji imenujejo »evakuacija« ali »predaja« preostalega vojaškega osebja Azovškega polka iz železarne Azovstal; rusko obrambno ministrstvo je sporočilo, da so se Ukrajinci »predali«, beseda, ki se ji Ukrajina izogiba.
Nekateri zahodni analitiki in novinarji so bitko označila za »pirovo« ali »simbolično« zmago Rusije, drugi pa so zapisli, da je humanitarni učinek obleganja za Rusijo pomenil »katastrofo ugleda«. Izguba mesta pa je pomenila tudi velik poraz za Ukrajino.

## Ozadje
Mariupol je veljal za pomembno strateško mesto in bil zato tarča ruskih sil. Bilo je največje mesto v ukrajinskem delu Donecke oblasti in eno največjih rusko govorečih mest v Ukrajini. Mariupol je bil pomembno industrijsko središče, med drugim dom železarni Ilič in Azovstal, ter največje mesto ob Azovskem morju.
Nadzor nad pristaniščem na zahodni obali Azovskega morja je ključnega pomena za ukrajinsko gospodarstvo. Rusiji bi omogočil kopensko pot do Krima in prehod ruskega pomorskega prometa. Z zavzetjem mesta je Rusija dobila popoln nadzor nad Azovskim morjem.
Leta 2014 so po revoluciji dostojanstva Mariupol zajeli proruski protesti proti novi vladi. V začetku maja so napetosti prerasle v vojno v Donbasu, med nemiri pa so miličniki separatistične rusko podprte Donecke ljudske republike (DLR) prevzeli nadzor nad mestom in med prvo bitko za Mariupol prisilili ukrajinsko vojsko, da ga je zapustila. Naslednji mesec so ukrajinske sile v ofenzivi ponovno zavzele mesto. Avgusta so DLR in ruske enote zavzele vas Novoazovsk, 45 km vzhodno od Mariupola blizu rusko-ukrajinske meje. Po zavzetju mesta in obnovitvi sil je DLR septembra v drugi bitki za Mariupol ponovno poskušala zavzeti mesto. Spopadi so dosegli vzhodno obrobje, vendar so bili separatisti na koncu odbiti. Oktobra je takratni predsednik vlade DLR Aleksander Zaharčenko obljubil, da bo mesto ponovno zavzel. Januarja 2015 je bil Mariupol množično bombardiran z raketami. V strahu pred prihodnjo tretjo ofenzivo na Mariupol so ukrajinske sile februarja nepričakovano napadle Širokine, vas 11 km vzhodno od Mariupola, s ciljem pregnati separatistične sile z območja mesta in vzpostaviti varovalni pas zunaj ozemlja DLR. Separatisti so se štiri mesece pozneje umaknili iz Širokine. Konflikt je bil zamrznjen, ko je bil leta 2015 podpisan sporazum o prekinitvi ognja Minsk II.
Ena od skupin, ki je najbolj pripomogla k ponovni osvojitvi in poznejši obrambi Mariupola, je bil bataljon Azov, ukrajinska prostovoljna milica, sporna zaradi svojih odkrito neonacističnih in ultranacionalističnih pripadnikov. Novembra 2014 je bil Azov vključen v ukrajinsko nacionalno gardo, za njen sedež pa je bil določen Mariupol. Ker je bil eden od ciljev, ki jih je Vladimir Putin navedel za invazijo, »denacifikacija« Ukrajine, je bil Mariupol za ruske sile pomemben ideološki in simbolni cilj.
Pred obleganjem je po besedah podžupana mesta okoli 100.000 prebivalcev zapustilo Mariupol.
Preden je mesto padlo pod ruske sile, so ga branile ukrajinske kopenske sile, ukrajinska mornariška pehota, ukrajinska nacionalna garda (predvsem polk Azov), ukrajinske sile teritorialne obrambe in neregularne sile.

## Napredovanje v Mariupol

### Predhodno obstreljevanje in napredovanje do mesta
24. februarja, na dan, ko se je začela invazija, je ruska artilerija začela z obstreljevanjem mesta in po poročanju ranila 26 ljudi.
25. februarja zjutraj so ruske sile napredovale z ozemlja DLR na vzhodu proti Mariupolu. Pri vasi Pavlopil so naletele na ukrajinske sile, ki so jih v spopadu premagale. Vadim Bojčenko, župan Mariupola, je dejal, da je bilo v spopadu uničenih 22 ruskih tankov.
Ruska vojna mornarica je na podlagi zmogljivosti črnomorske flote domnevno zvečer 25. februarja začela amfibijski napad na obalo Azovskega morja 70 km zahodno od Mariupola. Ameriški obrambni uradnik je izjavil, da so Rusi morda na to obalno mostišče napotili na tisoče marincev.
26. februarja so ruske sile nadaljevale z artilerijskim obstreljevanjem Mariupola. Kasneje je grška vlada sporočila, da je bilo v ruskih napadih na Mariupol ubitih deset grških civilistov, šest v vasi Sartana in štirje v vasi Bugas.
Zjutraj 27. februarja je Bojčenko dejal, da je ruska tankovska kolona napredovala proti Mariupolu iz DLR, vendar so napad odbile ukrajinske sile, pri čemer je bilo ujetih šest ruskih vojakov. Kasneje istega dne je rusko bombardiranje ubilo 6-letno deklico v Mariupolu. Pavlo Kirilenko, guverner Donecke oblasti, je izjavil, da so se spopadi v Mariupolu 27. februarja nadaljevali vso noč.
Ves 28. februar je mesto ostalo pod ukrajinskim nadzorom, kljub temu, da so ga obkolile ruske enote in nenehno obstreljevale. Zvečer je bila prekinjena električna, plinska in internetna povezava z večjim delom mesta. Kasneje je po poročanju radia Radio Free Europe/Radio Liberty ukrajinski ostrostrelec blizu Mariupola ubil ruskega generalmajorja Andreja Suhoveckega, vendar so drugi viri povedali, da je bil ubit med kijevsko ofenzivo.

### Obkolitev Mariupola
1. marca je Denis Pušilin, vodja DLR, sporočil, da so sile DLR skoraj popolnoma obkolile bližnje mesto Volnovaha in da bodo kmalu storile enako Mariupolu. Ruska artilerija je kasneje bombardirala Mariupol in povzročila več kot 21 poškodb.
Mesto je bilo popolnoma obkoljeno 2. marca, nato pa se je obleganje še okrepilo. Rusko obstreljevanje je ubilo najstnika in ranilo še dva druga, ki sta zunaj igrala nogomet. Bojčenko je sporočil, da mesto trpi zaradi izpada vode in da je žrtev ogromno. Povedal je tudi, da ruske sile preprečujejo izhod civilistom.
Kasneje 2. marca je ruska artilerija ciljala na gosto naseljeno sosesko Mariupola in jo obstreljevala skoraj 15 ur. Zaradi tega je bila soseska močno poškodovana, podžupan Sergij Orlov pa je poročal, da je »mrtvih najmanj na stotine ljudi«.
Zjutraj 3. marca so mesto ruske enote ponovno obstreljevale. Eduard Basurin, tiskovni predstavnik milice DLR, je uradno pozval obkoljene ukrajinske sile v Mariupolu, naj se predajo ali pa se soočijo s »ciljno usmerjenimi napadi«. Tiskovni predstavnik ruskega obrambnega ministrstva Igor Konašenkov je sporočil, da so sile DLR okrepile obleganje in da so zavzele tri bližnja naselja.
4. marca je Bojčenko izjavil, da mestu zmanjkuje zalog, in pozval k humanitarnemu evakuacijskemu koridorju in ukrajinskim vojaškim okrepitvam. Izjavil je tudi, da ruski BM-21 Grad obstreljujejo mestne bolnišnice in da prebivalci Mariupola nimajo več gretja, tekoče vode ali elektrike. Kasneje istega dne je bila predlagana začasna prekinitev ognja za regijo Mariupol, da bi državljanom omogočili evakuacijo.
5. marca je ukrajinska vlada objavila, da želi evakuirati 200.000 civilistov iz Mariupola. Mednarodni odbor Rdečega križa (ICRC) je napovedal, da bo deloval kot garant za novo premirje, ki bo omogočilo to evakuacijo. Rdeči križ je razmere v Mariupolu opisal kot »izjemno hude«. Po treh dneh obstreljevanja je bilo razglašeno premirje, ki naj bi veljalo od 11:00 do 16:00. Civilisti so se začeli evakuirati iz Mariupola po humanitarnem koridorju v mesto Zaporožje. Ko so civilisti vstopili v evakuacijski koridor, so ruske sile nadaljevale z obstreljevanjem mesta, zaradi česar so se morali evakuiranci vrniti nazaj.
Ukrajinske oblasti so pozneje sporočile, da ruske sile niso upoštevale prekinitve ognja in so nadaljevale z obstreljevanjem mesta. Ruski uradniki so ukrajinske sile obtožili, da civilistom niso dovolile evakuacije proti Rusiji. DLR je poročala, da so iz Mariupola evakuirali le 17 civilistov.
Rdeči križ je 6. marca sporočil, da je bil drugi poskus evakuacije civilistov iz Mariupola ponovno neuspešen. Anton Heraščenko, ukrajinski uradnik, je dejal, da se je drugi poskus vzpostavitve humanitarnega koridorja za civiliste v Mariupolu končal z ruskim bombardiranjem. Rdeči križ je sporočil, da so v Mariupolu »uničujoči prizori človeškega trpljenja«. Pozneje zjutraj je Ina Sovsun, ukrajinska poslanka, izjavila, da so ruske sile poškodovale cevovod za gorivo, ki oskrbuje Mariupol, zaradi česar je več kot 700.000 ljudi ostalo brez ogrevanja, in dejala, da bi ljudje lahko zmrznili do smrti, saj je temperatura tisti čas pogosto padla pod 0 °C. Bombardiranje je zadelo tudi zadnji delujoči telefonski stolp v mestu.
7. marca je direktor operacij ICRC izjavil, da so bili sporazumi o humanitarnem koridorju sklenjeni le načeloma, brez potrebne natančnosti glede poti, ur in dogovora o tem, ali je sploh mogoče prinesti blago. Ekipa ICRC je ugotovila, da je bila ena od predlaganih koridorskih cest minirana in je o tem začela pogovore z ruskimi in ukrajinskimi silami.
8. marca je bil izveden nov poskus evakuacije civilistov, vendar je ukrajinska vlada obtožila Rusijo, da je ponovno kršila premirje z bombardiranjem evakuacijskega koridorja.
9. marca je Associated Press poročal, da so mestni delavci v množičnem grobu na enem od mestnih pokopališč pokopali na desetine ukrajinskih civilistov in vojakov. Prejšnji dan je rusko granatiranje zadelo pokopališče, prekinilo pokope in poškodovalo zid. Pozneje je propadel še en poskus prekinitve ognja, potem ko je Orlov poročal, da so ruski vojaki streljali na gradbene delavce in evakuacijske točke. Orlov je pomanjkanje oskrbe v mestu opisal kot tako hude, da prebivalci topijo sneg, da bi dobili vodo. Kasneje istega dne je mestni svet Mariupola izdal izjavo, da je ruski zračni napad zadel in uničil porodnišnico in otroško bolnišnico. Ukrajinski uradniki so navedli, da so bili ubiti trije civilisti, najmanj 17 pa je bilo ranjenih.

## Napredovanje v mestu

### Ruski prodor v mesto
Ukrajinska vojska je 12. marca izjavila, da so ruske sile zavzele vzhodno obrobje Mariupola. Kasneje je konvoj vozil 82 etničnih Grkov lahko zapustil mesto po humanitarnem koridorju.
Bojčenko je 13. marca izjavil, da so ruske sile v preteklih 24 urah mesto bombardirale najmanj 22-krat, s sto bombami, in dodal, da zalog hrane in vode v mestu primankuje. Ukrajinsko ministrstvo za notranje zadeve je sporočilo, da je ukrajinska nacionalna garda čez dan z artilerijskimi udari poškodovala več ruskih oklepnih vozil. İsmail Hacıoğlu, vodja lokalne mošeje sultana Sulejmana, je izjavil, da 86 turških državljanov v mestu čaka na evakuacijo s strani turške vlade.
Več kot 160 avtomobilov je lahko zapustilo mesto 14. marca ob 13:00 po lokalnem času, kar je bila prva dovoljena evakuacija med obleganjem. Rusko obrambno ministrstvo je navedlo, da so v mesto, potem ko so ruske sile zavzele obrobje, pripeljali 450 ton humanitarne pomoči. Ukrajinski vojaški predstavniki naj bi pozneje ubili 150 ruskih vojakov in uničili 10 ruskih vozil.
Istega dne je Ramzan Kadirov, vodja Čečenije, izjavil, da čečenski vojaki sodelujejo v obleganju in so za kratek čas vstopili v Mariupol, preden so se umaknili. Kadirov je tudi izjavil, da je bil Adam Delimhanov, tesen zaveznik in član državne dume, poveljnik čečenskih sil v Mariupolu. Pogreb stotnika Alekseja Gluščaka iz GRU je bil v Tjumnu in razkrito je bilo, da je umrl blizu Mariupola, verjetno v zgodnjih fazah obleganja.
15. marca je okoli 4000 vozil z okoli 20.000 civilisti lahko zapustilo mesto.
Uradnik ukrajinske vlade Anton Heraščenko je dejal, da je bil ruski generalmajor Oleg Mitjaev, poveljnik 150. motorizirane strelske divizije, ubit, ko so ruske sile poskušale vdreti v mesto. Regionalno dramsko gledališče Doneck, v katerem je poiskalo zatočišče na stotine civilistov, je bilo 16. marca zadeto v ruskem zračnem napadu in uničeno. Pavlo Kirilenko, guverner Donecke oblasti, je pozneje izjavil, da so ruske sile ciljale tudi na bazen Neptun.
18. marca so sile DLR sporočile, da so zavzele letališče Mariupol. Po besedah župana so spopadi pozneje dosegli središče mesta, 19. marca pa so se ruske in ukrajinske sile začele spopadati pri jeklarni Azovstal. Istega dne je predsednik Volodimir Zelenski polkovniku Volodimirju Baranjuku in majorju Denisu Prokopenku, vodjema obrambe v Mariupolu, podelil čast heroja Ukrajine, najvišje vojaško priznanje v državi. V tem času je bil major Mikita Nadtočij, poveljnik drugega bataljona polka Azov, med poskusom prevoza ubitih in ranjenih v bolnišnico v Azovstalu ranjen v ruskem zračnem napadu. Iz Mariupola so ga skupaj z drugimi hudo ranjenimi vojaki evakuirali v prvi helikopterski evakuaciji iz Azovstala 21. marca.
20. marca je mestni svet Mariupola trdil, da so ruske sile v zadnjem tednu prisilno deportirale »več tisoč« ljudi v taborišča in oddaljena mesta v Rusiji. Rusija je obtožbe zanikala. Istega dne je bila v ruskem bombardiranju uničena stavba umetniške šole, v kateri je zatočišče poiskalo okoli 400 ljudi.
Ukaz ruskega ministrstva za obrambo o predaji, odložitvi orožja in evakuaciji mesta je bil oddan 20. marca, pri čemer je ministrstvo zahtevalo pisni odgovor do 02:00 UTC naslednji dan. Ukrajinska vlada in župan Mariupola sta ultimat zavrnila. V tem trenutku je eden od poveljnikov ukrajinskega bataljona razmere v mestu opisal z besedami »bombe padajo vsakih 10 minut«.
23. marca so lokalne oblasti, vključno z županom, zapustile mesto zaradi vse slabših razmer. Naslednji dan so ruske sile vstopile v središče Mariupola in zavzele pravoslavno cerkev priprošnje Matere božje. Mestna uprava je trdila, da poskušajo Rusi demoralizirati prebivalce z javnim vzklikanjem trditev o ruskih zmagah, vključno z izjavami, da je bila Odesa zavzeta.
Vadim Bojčenko je 27. marca dejal, da so ruske sile, medtem ko je bil Mariupol še pod ukrajinskim nadzorom, prodrle globoko v mesto in da je potrebno narediti »popolno evakuacijo« prebivalstva mesta. Do te točke je ukrajinskim vojakom zmanjkalo hrane in čiste pitne vode in analitik je verjel, da se ukrajinske sile ne bodo mogle boriti več kot nekaj dni. Vendar so ukrajinski častniki zavrnili evakuacijo iz mesta, saj niso želeli zapustiti svojih ranjenih in mrtvih vojakov in civilistov. Računalniški muzej »Club 8bit« je bil uničen.
28. marca je župan Vadim Bojčenko v televizijskem intervjuju dejal, da »smo danes v rokah okupatorjev«, tiskovni predstavnik urada župana Mariupola pa je sporočil, da je bilo v mestu od začetka napada ubitih »skoraj 5000 ljudi«. Ukrajinska vlada je ocenila, da je bilo »od 20.000 do 30.000« prebivalcev Mariupola prisilno poslanih v taborišča v Rusiji pod ruskim vojaškim nadzorom. Čez dan so ruske sile zavzele upravno stavbo v severnem okrožju Kalmjuski in vojaško poveljstvo polka Azov. Poleg tega je ruski tiskovni predstavnik Igor Konašenkov sporočil, da so ruske sile sestrelile ukrajinski Mil Mi-8, ki je bil po njegovih besedah namenjen v Mariupol, da bi evakuiral voditelje polka Azov. Na splošno je bilo po besedah ukrajinskega predsednika Zelenskega 90 odstotkov pilotov helikopterjev, poslanih v Mariupol med obleganjem, da bi oskrbeli ukrajinske sile in evakuirali ranjene, izgubljenih zaradi ruske zračne obrambe, medtem ko je ukrajinski general potrdil izgubo treh helikopterjev. Naslednji dan naj bi ruske sile ukrajinske enote v mestu verjetno razdelile na dva in morda celo na tri žepe.
2. aprila so ruske sile zavzele stavbo SBU v središču Mariupola, nato pa ni bilo več poročil o bojih na tem območju. 4. aprila se je en ukrajinski bataljon predal, ruski uradniki pa so dva dni pozneje izjavili, da so zajeli 267 ukrajinskih marincev iz 503. bataljona ukrajinskih mornariških sil. Zaradi predaje so bile črte med ukrajinsko 36. ločeno mornariško brigado in polkom Azov pretrgane. Ukrajina je trdila, da je izvedla za ponovno oskrbo ali dostavo okrepitev sedem misij v tovarno Azovstal z uporabo približno 16 Mi-8, v parih po dva ali štiri, od katerih sta bila dva sestreljena. Ukrajinske trditve niso preverjene, vendar je Rusija v tem času trdila (5. aprila), da je sestrelila dva ukrajinska Mi-8. 7. aprila je DLR objavila, da je središče Mariupola očiščeno ukrajinskih sil.
Medtem so ruske enote 1. aprila začele napredovanje z jugozahoda, tako da je ukrajinska vojska do 7. aprila delno nadzorovala območje okoli pristanišča na jugozahodu Mariupola. 4. aprila je projektil ruske mornarice zadel tovorno ladjo, s sedežem na Malti, ki je plula pod zastavo Dominike, zaradi česar je ladja zagorela. Poleg tega so ruske sile 7. aprila zavzele most, ki vodi do jeklarne Azovstal. Naslednji dan so ruske čete zavzele južni del pristanišča Mariupol.
10. aprila so ruske sile zavzele ribiško pristanišče in ločile ukrajinske enote v pristanišču od tistih v jeklarni Azovstal v dva žepa, medtem ko je bil možen tretji žep osredotočen na jeklarno Ilič na severu. Naslednji dan so sile DLR trdile, da so zavzele 80 % Mariupola. Lokalne ukrajinske sile so pričakovale, da bo mesto kmalu padlo, saj jim je zmanjkovalo streliva, analitiki Inštituta za preučevanje vojne pa so menili, da bo Mariupol padel v enem tednu.

### Zadnji uporniški žepi
11. aprila so ruski mediji poročali, da je bilo zajetih 160 ukrajinskih vojakov iz 36. ločene mornariške brigade zajetih z njihovo opremo.
V noči med 11. in 12. aprilom je Baranjuk vodil 36. ločeno mornariško brigado v poskusu preboja iz ruskega obkroža pri jeklarni Ilič proti severu. Ko so jih opazili, so se razbili v manjše skupine, pri čemer se je nekaterim uspelo povezati z borci polka Azov v obratu Azovstal na jugovzhodu. Med prebojem je bilo ubitih ali ujetih veliko število ukrajinskih vojakov. Usoda Baranjuka je sprva ostala neznana. Pozneje je DLR trdila, da je identificirala truplo Baranjuka, potem ko so njihove specialne enote blokirale ukrajinski preboj. Vendar se je 8. maja Baranjuk pojavil živ v intervjuju za RT, skupaj z načelnikom štaba 36. brigade Dmitrom Kormjankovim. Poročala sta, da so ju ujeli med poskusom pobega.
12. aprila je Aiden Aslin, Britanec, ki se je boril z ukrajinskimi marinci, poročal, da se bo njegova enota predala, ker jim je zmanjkalo streliva, hrane in drugih zalog. Kasneje, zvečer, je Rusija izjavila, da se je v jeklarni Ilič predalo 1026 marincev 36. ločene mornariške brigade, vključno s 162 častniki. Po navedbah Rusije je bilo med ujetniki 400 ranjenih borcev. Kasneje je Rusija sporočila, da je zajela dodatnih 134 ukrajinskih vojakov, s čimer je skupno število ujetnikov poraslo na 1160. Ukrajina je potrdila, da je bilo ujetih skoraj 1000 marincev, vključno z ranjenimi in tistimi, ki so ostali v tovarni Ilič. 13. aprila so ruske sile zavarovale tovarno Ilič, s čimer so število žepov v Mariupolu zmanjšale na dva, medtem ko je Rusija tudi objavila, da je prevzela popoln nadzor nad trgovskim pristaniščem, kar je bilo potrjeno tri dni pozneje. Poveljnik polka Azov Prokopenko je kritiziral vojake, ki so se predali, medtem ko je pohvalil tiste, ki so se uspeli povezati z njegovo enoto. Prokopenko, pa tudi ukrajinski obveščevalni častnik Illia Samojlenko, sta prav tako krivila Baranjuka za velike izgube, povzročene ukrajinskim silam, in izjavila, da so bila njegova dejanja neusklajena. Po besedah Prokopenka je Baranjuk poskus preboja izvedel brez opozorila drugim enotam in smer napada ni bila predhodno dogovorjena, medtem ko je Samojlenko Baranjuka označil za »strahopetca« in dejal, da je poskušal pobegniti iz mesta, »s seboj pa je vzel ljudi, tanke in strelivo«.
Medtem je ukrajinski časopis citiral ukrajinskega vojaškega strokovnjaka Olega Ždanova, ki je trdil, da je do te točke ruska 810. gardna mornariška pehotna brigada, prvotno poslana iz Feodozije na Krimu, med obleganjem utrpela izjemno velike izgube, do te mere, da je bila »dvakrat uničena«.

## Odpor v jeklarni Azovstal

### Umik v Azovstal
15. aprila je ukrajinski vojaški poveljnik pozval vojaške okrepitve, naj pridejo in »prebijejo obleganje« Mariupola. Dejal je tudi, da je »situacija kritična in da so boji hudi«, a da je pošiljanje okrepitev in prekinitev obleganja »mogoče in potrebno izvesti čim prej«. Istega dne je tiskovni predstavnik ukrajinskega obrambnega ministrstva Oleksandr Motuzjanik poročal, da je Rusija začela uporabljati bombnike dolgega dosega Tu-22M3 za napade na cilje v Mariupolu. Jeklarna Azovstal, srce enega od preostalih žepov upora, je bila dobro branjena in opisana kot »trdnjava v mestu«, saj je bila jeklarna ogromen kompleks, ki je otežil lociranje ukrajinskih sil in je imela delavnice, ki jih je bilo težko uničiti iz zraka. Poleg tega je kompleks vseboval sistem podzemnih rovov, zaradi česar bi bilo čiščenje celotnega kompleksa ukrajinskih sil zahtevno. Čez dan so ruske sile zavzele oporišče 12. operativne brigade ukrajinske nacionalne garde v zahodnem Mariupolu.
16. aprila so enote DLR zavzele policijsko postajo v bližini plaže v Mariupolu, ruske sile pa so potrdile, da so zavzele center za nadzor prometa plovil v pristanišču. Nekaj dni po zavzetju pristanišča, 20. aprila, je ukrajinski marinski častnik trdil, da so marinci in azovske sile iz tovarne Azovstal izvedle operacijo evakuacije okoli 500 pripadnikov ukrajinske mejne straže in nacionalne policije iz pristanišča, ker jim je zmanjkovalo streliva. Po besedah častnika so se ukrajinske sile iz žepa Azovstal oklepno prebile do pristanišča in naredile zaščitni ogenj, medtem ko se je 500 obkoljenih vojakov umaknilo v obrat Azovstal. Kasneje je Rusija objavila, da so bila vsa urbana območja mesta očiščena ukrajinskih sil, in trdila, da so ukrajinske sile ostale samo še v jeklarni Azovstal. Vendar je bilo poročano, da se spopadi nadaljujejo v bližini ulice Flockaja v zahodnem okrožju Primorski.
18. aprila je bilo ocenjeno, da je bilo v bojih uničenih 95 % mesta. Ukrajinski vojaki niso upoštevali ruskega ultimata o predaji in so se odločili, da se bodo borili do konca. Rusija je grozila z »uničenjem« tistih, ki so se še naprej borili. Vojaški strokovnjak je ocenil, da bi se lahko v mestu še vedno zadrževalo od 500 do 800 ukrajinskih vojakov, medtem ko so ruski uradniki ocenili, da se v tovarni Azovstal zadržuje 2500 ukrajinskih vojakov in 400 tujih prostovoljcev.

### Obleganje Azovstala
20. aprila so ruske sile in sile DLR le malo napredovale na obrobju tovarne Azovstal. Ruski predsednik Vladimir Putin je 21. aprila ukazal ruskim enotam, naj ne napadejo jeklarne Azovstal, temveč naj jo blokirajo, dokler tamkajšnjim ukrajinskim silam ne zmanjka zalog. Dejal je tudi, da se je »dokončanje bojnih del za osvoboditev Mariupola končalo z uspehom«, medtem ko je ukrajinski uradnik ovrgel Putinove komentarje in dejal, da je ruska odločitev za izvedbo blokade namesto napada na jeklarno pomenila, da je Rusija priznala svojo nezmožnost fizičnega zavzetja Mariupola. General sir Richard Barrons, nekdanji poveljnik poveljstva združenih sil Združenega kraljestva, je ocenil, da bitka za elektrarno glede nadzora nad mestom in njegovimi cestami ni več »resnično pomembna«, saj sta Rusija in Krim zdaj povezana. Po njegovem mnenju bi bilo premagovanje ukrajinskih sil v tovarni za ruske enote »res težko« brez »ogromnih stroškov za obe strani«. Kljub ukazani blokadi so ruske sile napredovale znotraj 20 m nekaterih ukrajinskih položajev.
22. aprila naj bi ruske sile očistile zahodno okrožje Primorski ukrajinskih sil, brez poročil o spopadih, vse preostale ukrajinske sile pa so bile obkoljene v jeklarni Azovstal. Po navedbah Ukrajine so se 23. aprila znova začeli zračni napadi in očitno kopenski napad na jeklarno Azovstal. Svetovalec ukrajinskega predsednika je dejal: »Sovražnik poskuša zadušiti zadnji odpor branilcev Mariupola na območju Azovstala«. Vendar tega ni bilo mogoče neodvisno potrditi. Vodja ukrajinske varnosti Oleksij Danilov je trdil, da je ponoči helikopter ponovno oskrbel Azovstal. Istega dne so poročali, da Rusija premešča sile iz Mariupola na druge fronte v vzhodni Ukrajini, pri čemer naj bi Rusija iz Mariupola prerazdelila 12 enot. Naslednji dan so ruske sile nadaljevale z bombardiranjem ukrajinskih položajev v jeklarni Azovstal, pri čemer so poročali, da so ruske sile morda načrtovale ponovni napad na objekt. Po navedbah Ukrajine so bili v noči s 27. na 28. april izvedeni najmočnejši zračni napadi proti Azovstalu, pri čemer je več kot 50 napadov letal Tu-22M3, Su-25 in Su-24 zadelo objekt. Ukrajina je trdila, da je bila zadeta vojaška ambulanta, pri čemer se je število ranjenih povečalo s 170 pred napadom na več kot 600 po bombnem napadu.

### Evakuacija civilistov
30. aprila so Združeni narodi in Mednarodni odbor Rdečega križa (ICRC) začela izvajati evakuacije po humanitarnem koridorju. Ta koridor je bil vzpostavljen po potovanju generalnega sekretarja Združenih narodov Antónia Guterresa v Moskvo teden prej, kjer je osebno posredoval pri dogovoru. 30. aprila je jeklarno Azovstal zapustilo 20 civilistov, medtem ko so ruski mediji trdili, da jih je bilo 25. Potekali so pogovori o poskusu izpustitve preostalih okoli 1000 civilistov. Vsaj dve ženi pripadnikov polka Azov sta pozvali k sočasni evakuaciji približno 2000 vojakov, ki bodo ostali po civilni evakuaciji, pri čemer sta izpostavili zaskrbljenost zaradi ravnanja Rusov z ujetniki ter pomanjkanja medicinske in prehrambene opreme.
2. maja naj bi bilo evakuiranih okoli 100 civilistov. Ruska letala so po podatkih ameriškega obrambnega ministrstva v Mariupolu uporabljala prosto padajoče bombe. Poročali so tudi, da se ruske kopenske sile umikajo iz mesta, da bi morda okrepile svoje položaje drugje v Donbasu, kjer je Rusija izvajala obsežno ofenzivo. Po besedah enega uradnika ameriškega Ministrstva za obrambo: »Prizadevanja Rusov okoli Mariupola so zdaj v veliki meri na področju zračnih napadov«. 3. maja so ruske sile v Mariupolu ponovno začele z napadi na Azovstal. Začeli so z napadom na jeklarno v tako imenovanih »težkih krvavih bitkah«. Naslednji dan so poročali, da so Rusi vdrli v tovarno. Ukrajinski politik David Arahamija je dejal: »Poskusi napada na tovarno se nadaljujejo že drugi dan. Ruske enote so že na ozemlju Azovstala.« 5. maja je bilo približno 300 civilistom dovoljeno oditi, ker je Rusija odprla humanitarne koridorje. Ti koridorji so potekali od 8. do 18. ure. Ukrajinske sile so ruski uspeh pripisale električarju, ki je ruskim silam dal informacije o podzemnem omrežju predorov, in trdile: »Včeraj so Rusi začeli napadati te predore z uporabo informacij, ki so jih prejeli od izdajalca.«
5. maja je The Telegraph poročal, da je Rusija okrepila svoje bombardiranje bunkerjev jeklarske tovarne z uporabo termobaričnih bomb, da bi povečala uničujočo ognjeno moč proti preostalim ukrajinskim vojakom, ki so izgubili vse stike z vlado v Kijevu; v svojih zadnjih sporočilih je Zelenski pooblastil poveljnika obkoljene jeklarne, da se po potrebi preda pod pritiskom povečanih ruskih napadov.
6. maja je bilo po podatkih Združenih narodov evakuiranih skupaj okoli 500 civilistov. Polk Azov je poročal o enem ubitem borcu in šestih ranjenih, medtem ko je pomagal pri evakuaciji civilistov.
7. maja je ukrajinska vlada sporočila, da so bile evakuirane vse preostale ženske, otroci in starejši, ki so bili v jeklarni Azovstal.

### Konec obleganja
8. maja je poveljnik 36. ločene brigade mornariške brigade Sergij Volinskji dejal, da »naj višja sila najde način za našo rešitev«. Glede njihovega tedanjega stanja je povedal: »Počutim se, kot da sem pristal v peklenskem resničnostnem šovu, v katerem se mi vojaki borimo za svoja življenja in ves svet gleda to zanimivo epizodo. Bolečina, trpljenje, lakota, beda, solze, strahovi, smrt. Vse je resnično.« Predsednik Zelenski je obljubil, da »delamo na evakuaciji naše vojske«.
9. maja je Ljudska republika Doneck organizirala parado ob dnevu zmage v Mariupolu. Dogodka je sodeloval voditelj republike Denis Pušilin. Istočasno je v bližini Mariupola potekalo srečanje ruskih vojaških predstavnikov in ukrajinskih poveljnikov iz Azovstala, vključno z majorjem Prokopenkom, ki so jih na kraj srečanja pripeljala ruska oklepna vozila iz Azovstala. Na srečanju so bili dogovorjeni pogoji predaje Ukrajincev.
Ukrajinske oblasti so 10. maja poročale, da je več kot 1000 ukrajinskih vojakov, od tega na stotine ranjenih, ostalo ujetih v jeklarni Azovstal.
Inštitut za preučevanje vojne je opazil pomanjkanje ruske kopenske ofenzive 12. maja, vendar je opozoril, da so ruske sile naslednji dan verjetno zavarovale avtocesto M14.
16. maja je Aleksander Hodakovski, poveljnik brigade DLR, nameščene blizu Azovstala, izjavil, da je skupina devetih vojakov prišla iz tovarne na pogajanja pod belo zastavo. Istega dne je ukrajinski generalštab sporočil, da je mariupolski garnizon »izpolnil svojo bojno nalogo« in da se je začela »evakuacija« iz jeklarne Azovstal. Vojska je sporočila, da so 264 pripadnikov, od tega 53 hudo ranjenih, z avtobusi odpeljali na območja pod nadzorom ruskih sil. Poveljnik polka Azov Denys Prokopenko je objavil objavo na družabnih omrežjih, v kateri je zapisal: »Da bi rešili življenja, celoten mariupolski garnizon izvaja odobreno odločitev vrhovnega vojaškega poveljstva in upa na podporo ukrajinskega ljudstva.« Ranjene ukrajinske vojake iz obrata Azovstal so prepeljali na zdravljenje v mesto Novoazovsk, ki je pod nadzorom DLR. Evakuaciji ranjenih vojakov je v naslednjih dneh sledila predaja preostale garnizije. Namestnica ukrajinskega obrambnega ministra Hanna Maliar je dejala: »Zahvaljujoč branilcem Mariupola je Ukrajina pridobila kritično pomemben čas za oblikovanje rezerv in pregrupiranje sil ter prejemanje pomoči partnerjev. In izpolnili so vse svoje naloge. Vendar je nemogoče deblokirati Azovstal z vojaškimi sredstvi.«
Ruski tiskovni sekretar Dmitrij Peskov je dejal, da je ruski predsednik Vladimir Putin zagotovil, da bodo borci, ki so se predali, obravnavani »v skladu z mednarodnimi standardi«, medtem ko je ukrajinski predsednik Volodimir Zelenski v nagovoru dejal, da se »delo vračanja fantov domov nadaljuje in to delo potrebuje občutljivost – in čas.« Nekateri vidni ruski zakonodajalci so pozvali vlado, naj zavrne izmenjave ujetnikov za pripadnike polka Azov. ICRC je predane vojake na zahtevo obeh strani registriral kot vojne ujetnike in zbiral podatke za stik z njihovimi družinami.
18. maja so ruska artilerija in letala znova bombardirala preostale branilce Azovstala. Vodstvo DLR je trdilo, da se lokalni visoki ukrajinski poveljniki še niso predali. Po ruskih virih so se zadnji branilci predali 20. maja, med njimi podpolkovnik Prokopenko, major Volinskji in stotnik Svjatoslav Palamar, namestnik poveljnika polka Azov. Rusko obrambno ministrstvo je trdilo, da je bilo med 16. in 20. majem iz Azovstala odpeljanih skupaj 2439 ujetnikov in da je jeklarna zdaj pod nadzorom ruskih sil in sil DLR.

## Posledice
18. maja je Denis Pušilin napovedal, da bo Donecka ljudska republika porušila Azovstal, Mariupol pa bo spremenila v letovišče.
Ruski blogerji Telegrama so delili videoposnetek, ki naj bi prikazoval ruske vojake, ki so 22. maja napadli nekaj preostalih ukrajinskih vojakov v Azovstalu. Vodja DLR Denis Pušilin je trdil, da so na območju tovarne Azovstal odkrili in ujeli nekaj ukrajinskih upornikov.
26. maja je Rusija po odstranitvi min znova odprla pristanišče Mariupol za trgovska plovila.

### Izbruh kolere
Ukrajinski parlament je 30. aprila 2022 izjavil, da so bile življenjske razmere v mestu zmanjšane na »srednjeveško« raven in da je bila večina mestne sanitarne in zdravstvene infrastrukture uničene, zaradi česar so prebivalci mesta potencialno izpostavljeni tveganju bolezni.
Konec aprila je mestni svet Mariupola pozval k evakuaciji 100.000 prebivalcev in opozoril na »smrtonosne epidemije« v mestu.
28. aprila 2022 je Rospotrebnadzor izdal resolucijo s 40 odstavki, v kateri poziva k dodatnim ukrepom v zvezi s pitno in odpadno vodo, zlasti v krajih, ki so postali kraji za ukrajinske begunce (zlasti v oblasteh Belgorod, Brjansk, Kursk, Rostov in Voronež), kot tudi zagotavljanje informacij državljanom o koleri do 1. junija 2022. Vlada Rostovske oblasti je napovedala, da bodo ukrajinske begunce v Rusiji testirali na kolero.
Svetovna zdravstvena organizacija je 17. maja 2022 opozorila na možnost izbruha kolere v Ukrajini, regionalni direktor SZO za Evropo Hans Kluge pa je dejal: »Zaskrbljeni smo zaradi morebitnega izbruha kolere na zasedenih območjih, kjer je vodovodna in sanitarna infrastruktura poškodovana ali uničena.« Takšne pomisleke je ponovila vodja WHO za incidente v Ukrajini Dorit Nican, ki je poročala o »močvirjih« odpadne vode na ulicah Mariupola in trdila, da je v mestu prišlo do primerov mešanja odplak in pitne vode.
6. junija 2022 je namestnik ukrajinskega ministra za zdravje Igor Kuzin posvaril pred morebitnim izbruhom kolere v mestu; češ da so že prisotni vsi predpogoji za izbruh. Poleg Mariupola so ukrajinske delovne enote testirale zemljo in pitno vodo v Kijevski, Žitomirski, Černigovski in Sumijski oblasti. Kmalu po njegovi objavi so ruske okupacijske oblasti v mestu uvedle karanteno.
Župan Bojčenko je 11. junija dejal, da je v mestu izbruhnila kolera, saj je zaradi bombardiranja prišlo do okvare sanitarnih sistemov, na ulicah pa gnijejo trupla.

#### Širjenje
Zdravstveni uradniki v Ukrajini in Rusiji so opozorili, da bi se kolera lahko razširila izven Mariupola, pri čemer so ruski vladni uradniki v regijah, ki mejijo na Ukrajino, ustanovili laboratorije za zdravljenje kolere. Ukrajinska epidemiologinja Ljudmila Muharska je opozorila, da se lahko izbruh razširi po preostalem delu Donbasa, možni pa so tudi izbruhi črevesnih okužb, griže, salmoneloze ter hepatitisa A in E. Drugi epidemiologi so povedali, da je bilo zaradi rotacije ruskih vojakov, ki se borijo v Ukrajini, in deportacije Ukrajincev v filtracijska taborišča v Rusiji, širjenje izbruha kolere v Rusijo neizogibno.

## Žrtve

### Vojaške žrtve
Po navedbah Ukrajine je bilo med obleganjem ubitih okoli 6000 ruskih vojakov, medtem ko je Rusija navedla, da je do začetka obleganja tovarne Azovstal sredi aprila umrlo več kot 4000 ukrajinskih vojakov  in da so po obleganju objakta našli še trupla 152 ukrajinskih vojakov v nedelujočem hladilnem tovornjaku v Azovstalu. Pod njimi so našli razstrelivo, ki lahko uniči trupla. Trupla naj bi predali Ukrajini. Do 12. junija je Rusija vrnila trupla približno 220 umrlih ukrajinskih vojakov, ki so se vsi borili v jeklarni Azovstal, medtem ko je »prav toliko trupel« ostalo še v Mariupolu. Tretjina teh je bila vojakov iz enote Azov. Pozneje je bilo vrnjenih še 145 trupel ubitih v Mariupolu.
Ukrajina je trdila, da je 810. mornariška pehotna brigada ruske črnomorske flote do sredine aprila utrpela 158 izgub, 500 ranjenih in 70 pogrešanih, medtem ko je 126. obalna obrambna brigada črnomorske flote, enota s približno 2000 vojaki, utrpela 75-odstotne izgube. Poleg tega je Ukrajina trdila, da je bilo do konca marca ubitih 14 pripadnikov specialnih enot ruskega Specnaza GRU.
Po navedbah Rusije je bilo med obleganjem ujetih približno 3903 ukrajinskih vojakov, medtem ko je Ukrajina potrdila, da je bilo več kot 3500 vojakov z dodatnim bataljonom ujetih. 8. junija je bilo iz DLR v Rusijo premeščenih več kot 1000 vojnih ujetnikov.

### Civilne žrtve
Namestnik župana Mariupola Sergij Orlov je 9. marca izjavil, da je bilo od začetka ruske invazije v mestu ubitih najmanj 1.170 civilistov, mrtve pa so pokopavali v množičnih grobovih. 11. marca je mestni svet izjavil, da je bilo med obleganjem ubitih najmanj 1582 civilistov, s čimer se je to število do 13. marca povečalo na 2187. 14. marca je Oleksij Arestovič, svetovalec ukrajinskega predsednika Volodimirja Zelenskega, izjavil, da je bilo v obleganju Mariupola ubitih več kot 2500 civilistov. Vendar je mestni svet pozneje pojasnil, da je umrlo 2357 civilistov.
Pjotr Andrjuščenko, svetovalec mestne vlade, pa je izjavil, da je bilo štetje sveta netočno in ocenil, da bi lahko skupno število ubitih civilistov doseglo 20.000. The New York Times je poročal, da so se uradniki v mestu trudili ugotoviti, koliko civilistov je umrlo ali izginilo med obleganjem. Videoposnetki, objavljeni na Telegramu, so pokazali, da so bili prebivalci soseske Čerjomuški prisiljeni pokopati trupla na dvorišču, drugi pa so morali poštno zgradbo spremeniti v improvizirano mrtvašnico in jo napolniti s trupli.
16. marca je Associated Press (AP) poročal, da je dokumentiral, da je bilo veliko mrtvih »otrok in mater«, v nasprotju s trditvami ruske vlade, da civilisti niso bili tarče napadov. Poročal je tudi, da so zdravniki v Mariupolu trdili, da zdravijo »10 ranjenih civilistov za vsakega poškodovanega ukrajinskega vojaka.«
11. aprila je župan Mariupola Vadim Bojčenko izjavil, da je med ruskim obleganjem Mariupola umrlo več kot 10.000 civilistov. 12. aprila so mestne oblasti poročale, da je bilo ubitih do 20.000 civilistov. Istega dne je župan mesta poročal, da je bilo ubitih približno 21.000 civilistov. 25. maja je svetovalec Vadima Bojčenka dejal, da je bilo v Mariupolu ubitih najmanj 22.000 civilistov.
Do sredine junija so Združeni narodi izjavili, da so potrdili smrt 1348 civilistov, vendar dejali, da je dejansko število žrtev »verjetno na tisoče višje«.
Boji so močno prizadeli grško manjšino v Ukrajini, ki je skoncentrirana v Mariupolu in okolici. Ruske sile so močno prizadele Sartano in Volnovaho, dve mesti v bližini Mariupola, ki imata veliko grškega prebivalstva, in ju skoraj popolnoma uničili. Po besedah vodje lokalne grške organizacije so borci polka Azov, ki je branil Mariupol, med samim obleganjem obravnavali civiliste kot talce in plenili njihovo premoženje.

## Humanitarno stanje
6. marca je Petro Andrjuščenko, svetovalec župana Mariupola, poročal, da ljudje »pijejo iz luž na ulicah« zaradi izgube tekoče vode v mestu, ki je nastala zaradi večdnevnega ruskega obstreljevanja in bombnih napadov. Navedel je tudi, da ni toplote, elektrike in telefonske povezave. Po navedbah ameriških uradnikov se civilisti niso mogli evakuirati iz mesta zaradi ponavljajočih se kršitev prekinitve ognja, napadov na dogovorjene evakuacijske koridorje in neposrednih napadov na civiliste, ki so se poskušali evakuirati.
14. marca je drugi tiskovni predstavnik ICRC objavil, da se »stotisoče« ljudi v mestu »sooča s skrajnim ali popolnim pomanjkanjem osnovnih potreb, kot so hrana, voda in zdravila.« 15. marca je podpredsednica ukrajinske vlade Irina Vereščuk obtožila ruske sile, da so vzele okoli 400 civilistov za talce, potem ko so zavzele bolnišnico v mestu. Ukrajinski uradniki so ruske sile obtožili, da so 16. marca streljale na evakuacijski konvoj in ranile pet civilistov. 18. marca so ukrajinski uradniki izjavili, da se več kot 350.000 ljudi skriva med obleganjem Mariupola, še vedno pa nimajo dostopa do hrane ali vode.
CNN je 21. marca poročal, da je uradnik v Mariupolu dejal, da se ljudje zaradi nenehnega bombardiranja in granatiranja bojijo zapustiti svoja podzemna zatočišča, tudi da bi dobili hrano in vodo, kar pomeni, da poskušajo manj piti in jesti. CNN je 22. marca poročal, da je ruska vojska zaplenila 11 avtobusov, ki so bili namenjeni v mesto, da bi evakuirali civiliste. Fox News je pozneje poročal, da so bili vsaj nekateri zaplenjeni avtobusi napolnjeni s humanitarnimi zalogami. Poročali so tudi, da je bilo aretiranih 15 humanitarnih delavcev v avtobusih, ki so poskušali prenesti hrano v Mariupol. CNN je tudi poročal, da so bili do tega datuma neuspešni vsi poskusi, da bi v Mariupol pripeljali prazne avtobuse za evakuacijo civilistov. 23. marca je ukrajinski predsednik Zelenski objavil, da 100.000 civilistov še vedno ne more priti iz Mariupola in da so ujeti v »nečloveških razmerah« brez hrane, tekoče vode ali zdravil.
1. aprila je reševalno prizadevanje ZN za prevoz več sto preživelih civilistov iz Mariupola s 50 avtobusi spodletelo.
Končno je ICRC poročal, da je pomagal olajšati varno evakuacijo več kot 10.000 civilistov iz Mariupola in Sumija.

## Vojni zločinih ruskih sil
Ruske sile so med obleganjem zagrešile številne vojne zločine. Nekateri mediji so zločine, ki so se zgodili, opisali kot najhujše v 21. stoletju.
Ukrajinske oblasti so 25. marca ruskega generalpolkovnika Mihajla Mizinceva obtožile, da je ukazal bombardirati mariupolsko otroško in porodnišnico ter mestno gledališče, kjer se je zateklo 1200 civilistov. Zahodni in ukrajinski viri so Mizinceva zaradi njegove domnevne vloge pri obleganju poimenovali »mesar Mariupola«, Združeno kraljestvo pa ga je sankcioniralo. Obtožen, da je osebno vodil vojne zločine med obleganjem, je Mizincev ukrajinske enote obtožil, da so ustvarile »strašno človeško katastrofo«, in nadalje trdil, da bo omogočil varen izhod ukrajinskih civilistov iz Mariupola. Trditve Mizinceva je podpredsednica ukrajinske vlade Irina Vereščuk zavrnila kot »manipulacijo«.

### Streljanje evakuacijskih kontrolnih točk
Veleposlanik ZDA pri Organizaciji za varnost in sodelovanje v Evropi Michael Carpenter je 7. marca dva incidenta, ki sta se zgodila v Mariupolu 5. in 6. marca, označil za vojna zločina. Navedel je, da so ruske sile na oba datuma bombardirale dogovorjene evakuacijske koridorje, medtem ko so jih civilisti poskušali uporabiti.

### Bombardiranje porodnišnice in otroške bolnišnice
Ukrajinski predsednik Volodimir Zelenski je 9. marca po tem, ko sta bili v zračnem napadu poškodovani porodnišnica in otroška bolnišnica, tvitnil, da je bil napad »grozodejstvo«, skupaj z videoposnetkom ruševin stavbe. Bolnišnica je bila uničena. Ubiti so bili trije ljudje, vključno z mladim dekletom, najmanj 16 pa jih je bilo ranjenih; oblasti so izjavile, da je veliko več pacientov in bolnišničnega osebja pokopanih pod ruševinami eksplozije.
Ruski zunanji minister Sergej Lavrov je dejal, da je bila stavba prej porodnišnica, Rusija pa jo je bombardirala, ker jo je takrat zasedel polk Azov.
Kasneje istega dne je tiskovna predstavnica ruskega zunanjega ministrstva Marija Zaharova zavrnila bombni napad na bolnišnico kot »informacijski terorizem«, tiskovni predstavnik ruskega obrambnega ministrstva Igor Konašenkov pa je bombni napad označil za zrežiran.
10. marca popoldne je rusko veleposlaništvo v Združenem kraljestvu na Twitterju sporočilo, da sta dve poškodovani nosečnici, ki so ju po napadu evakuirali, igrali igralki z »realističnim make-upom«, da je porodnišnico zasedel polk Azov in da v njej ni bilo žensk ali otrok, saj objekt »ni v obratovanju«. Twitter je tvit kasneje odstranil, ker je kršil njegova pravila o dezinformacijah. Dmitrij Peskov, tiskovni predstavnik ruskega predsednika, je kmalu po eksploziji izjavil, da bo ruska vlada incident preiskala.
Obtožbe s strani Rusije so se nato v Rusiji začele pojavljati na spletu, tudi na ruskem družbenem omrežju Telegram, ki ima več sto tisoč sledilcev. Twitter je nato umaknil objave veleposlaništva.
Nosečnico, ki so jo posneli, ko so jo na nosilih odnesli ranjeno (Rusija jo je obtožila, da je igralka), so premestili v drugo bolnišnico, nato pa je 13. marca umrla, saj se je njen otrok rodil mrtev. V bombnem napadu je utrpela številne poškodbe, med drugim je imela zdrobljeno medenico in odtrgan kolk, zaradi česar se je njen otrok rodil mrtev. Zdravstveni delavci so povedali, da je, ko je videla, da je izgubila otroka, zavpila: »Ubij me zdaj!« Trideset minut pozneje je umrla tudi ona.
Preiskovalni novinarji so ovrgli ruske trditve, da so bili posnetki ponarejeni in da je bila bombardirana bolnišnica uporabljena kot vojaška postojanka. Ruski novinar Aleksander Nevzorov je bil 22. marca obtožen v skladu z ruskim zakonom o »lažnih informacijah«, potem ko je objavil informacije o ruskem obstreljevanju porodnišnice v Mariupolu. Po novem zakonu, sprejetem 4. marca, je lahko obsojen na do 15 let zapora.

### Bombardiranje regionalnega gledališča
16. marca je bilo v zračnem napadu napadeno in v veliki meri uničeno regionalno dramsko gledališče Doneck. Mestni svet Mariupola je obtožil Rusijo, da je napadla dramsko gledališče, kamor se je zateklo najmanj sto civilistov. Human Rights Watch je izjavil, da je v gledališču zatočišče poiskalo vsaj 500 civilistov. Sergij Taruta, nekdanji guverner Donecke oblasti, je izjavil, da se je v notranjost zateklo 1300 ljudi.
Satelitski posnetek, ki ga je 14. marca posnela družba Maxar Technologies, je pokazal, da je bila ruska beseda »otroci« z velikimi belimi črkami napisana na pločniku spredaj in zadaj gledališča, iz česar je bilo jasno razvidno, da so se v njem skrivali civilisti. Ukrajinski minister za zunanje zadeve Dmitro Kuleba je trdil, da Rusija »ni mogla ne vedeti, da gre za civilno zaklonišče«. Po navedbah Vrhovne rade je bilo zaradi nenehnega obstreljevanja nemogoče začeti reševalne akcije v gledališču. Mestni svet je tudi navedel, da so dostop do zavetišča v gledališču ovirale ruševine. Rusko obrambno ministrstvo je zanikalo napad na stavbo in obtožilo azovski polk, da jo je razstrelil.
Vendar pa je bombno zaklonišče v kleti, v katerem so se skrivali ljudje, po besedah Tarute vzdržalo napad. Preživeli so iz ostankov gledališča začeli prihajati 17. marca. Po navedbah ukrajinskih uradnikov je bilo do 18. marca iz kleti rešenih več kot 130 civilistov, reševalci pa še niso našli smrtnih žrtev. Mestni svet je sporočil, da po prvih podatkih ni nihče umrl, ena oseba pa je bila hudo ranjena.
Associated Press je poročal, da je bilo med zračnim napadom ubitih 600 civilistov, kar je dvakrat več od uradne številke, ki jo je navedla ukrajinska vlada.

### Množično obstreljevanje stanovanjskih naselij
Podžupan Sergej Orlov je 2. marca poročal, da je rusko topništvo obstreljevalo gosto naseljeno sosesko v Mariupolu in jo obstreljevalo skoraj 15 ur. Povedal je, da je bila ena od naseljenih stanovanjskih četrti na levem bregu mesta »skoraj popolnoma uničena«.
Satelitske fotografije Mariupola, ki jih je 9. marca zjutraj posnela družba Maxar Technologies, so pokazale »obsežno škodo« na večnadstropnih stanovanjih, stanovanjskih hišah, trgovinah z živili in drugi civilni infrastrukturi. To je bilo ugotovljeno s primerjavo fotografij pred in po bombardiranju. Svet mesta Mariupol je podal izjavo, da je bila škoda v mestu »ogromnac. Ocenil je, da je bilo približno 80 % hiš v mestu močno poškodovanih, od tega jih skoraj 30 % ni bilo mogoče popraviti. Reutersov novinar Pavel Klimov je ob poročanju iz Mariupola dejal, da so »povsod naokoli črne lupine« stanovanjskih blokov.
16. marca je BBC News poročal, da so skoraj stalni ruski napadi spremenili stanovanjske soseske v »pustinjo«. Istega dne je sporočil, da je pridobil posnetke iz brezpilotnega letala, na katerih je razvidna »velika škoda z ognjem in dimom, ki se vali iz stanovanjskih blokov, in črnimi ulicami v ruševinah«. Prebivalka mesta je za BBC povedala, da »na območju levega brega ni nobene nedotaknjene stanovanjske stavbe, vse je zgorelo do tal«. Na levem bregu je bilo gosto naseljeno stanovanjsko naselje. Dejala je tudi, da je mestno središče »neprepoznavno«. Istega dne je Inštitut za preučevanje vojne (ISW) poročal, da so ruske sile v Mariupolu še naprej izvrševale vojne zločine, med drugim »napadale civilno infrastrukturo«.
Generalpodpolkovnik Jim Hockenhull, vodja obrambne obveščevalne službe Združenega kraljestva (UK), je 18. marca opisal »nadaljevanje napadov na civiliste v Mariupolu«. Ukrajinske oblasti so navedle, da je v Mariupolu poškodovanih ali uničenih približno 90 % stavb. Istega dne je Sky News iz Združenega kraljestva opisal posnetke, ki prikazujejo »civilna območja, ki so po bombardiranju ostala neprepoznavna«. Sky News je citiral tudi Rdeči križ, ki je opisal »apokaliptično uničenje v Mariupolu«. 19. marca 2022 je ukrajinski policist v Mariupolu posnel videoposnetek, v katerem je dejal: »Umirajo otroci, starejši ljudje. Mesto je uničeno in izbrisano z obličja zemlje.« Avtentičnost videoposnetka je potrdila agencija Associated Press.
Vlada Mariupola je 28. marca sporočila, da je bilo med obstreljevanjem poškodovanih 90 % vseh zgradb v Mariupolu, 40 % vseh zgradb v mestu pa je bilo uničenih. V objavljenih statističnih podatkih je tudi navedeno, da je bilo poškodovanih 90 % Mariupolskih bolnišnic ter da je rusko obstreljevanje uničilo 23 šol in 28 vrtcev.
Do 18. aprila so ukrajinski uradniki ocenili, da je bilo v bojih uničenih vsaj 95 % Mariupola, predvsem zaradi ruskih bombnih akcij.
12. aprila so mestne oblasti poročale, da je bilo ubitih do 20.000 civilistov. Istega dne je župan mesta poročal, da je bilo ubitih približno 21.000 civilistov.

### Domnevna uporaba kemičnih orožij
Tiskovni predstavnik Donecke ljudske republike Eduard Basurin je 11. aprila 2022 pozval Rusijo, naj pripelje »kemične sile«, da bi »zakurile krte«, pri čemer je mislil na ukrajinske sile v Azovstalu. Kasneje istega dne je Azovski polk obtožil ruske sile, da so v Mariupolu uporabile »strupeno snov neznanega izvora« ki je povzročila težave z dihali. Tiskovni predstavnik Pentagona je dejal, da poročila niso potrjena, vendar izražajo zaskrbljenost zaradi morebitne ruske uporabe kemičnih sredstev. Kasneje je Ukrajina sporočila, da obtožbe preiskuje. V incidentu so bili ranjeni trije ukrajinski vojaki.
Po mnenju strokovnjakov je še prezgodaj govoriti o tem, kaj natančno se je zgodilo, britanski in ukrajinski uradniki pa so povedali, da sumijo na uporabo belega fosforja, ki v mednarodnem pravu običajno ne velja za kemično orožje.

## Mediji
Od konca februarja do 11. marca sta bila v Mariupolu uslužbenec agencije Associated Press Mstislav Černov in svobodnjak Evgenij Maloletka, ki sta delala za AP. Bila sta med redkimi novinarji in po podatkih agencije AP edina mednarodna novinarja v Mariupolu v tem obdobju, njune fotografije pa so zahodni mediji na veliko uporabljali za poročanje o obleganju in razmerah v mestu. Po besedah Černova sta bila 11. marca v bolnišnici in fotografirala, ko so ju s pomočjo ukrajinskih vojakov evakuirali iz mesta. Iz Mariupola jima je uspelo pobegniti brez poškodb, takrat pa po njegovih besedah v mestu ni bilo več nobenega novinarja.
Pričevanja iz jeklarne Azovstal so bila na voljo prek sistema satelitskih povezav Starlink.
Propaganda v državnih ruskih medijih, je invazijo predstavljala kot osvobodilno misijo in ukrajinske vojake obtožila, da so napadli civilne cilje v Mariupolu.
The Guardian je v članku o Mariupolu, objavljenem po ruskem napadu na porodnišnico v Mariupolu, zapisal, da so »celotna naselja, ki so se spremenila v ruševine, napadi na civilne cilje in bombardiranje begunskih izhodnih poti del brutalne sirske kampanje Moskve«, Washington Post pa je pod naslovom »Ruska vojna v Ukrajini temelji na taktiki, ki jo je uporabila v Siriji, pravijo strokovnjaki« posledice za civilno prebivalstvo označil kot »zmanjševanje zalog hrane. Brez elektrike in vode. Ruski tanki na ulicah. Noči so bile prekinjene z obstreljevanjem.« Ukrajinski uradniki so opozorili, da obstaja nevarnost, da ta bitka »postane drugi Alep«. Sirska civilna obramba je dejala: »Želijo izprazniti ta mesta prebivalstva, da bi bilo za Rusijo cenejše prevzeti oblast.« Po nekaterih ocenah naj bi do 31. marca Mariupol zapustilo 75 % prebivalstva.